# Herstelbetaling
Herstelbetalingen zijn betalingsverplichtingen die de aanvallende partij van een oorlog kunnen worden opgelegd, ter leniging van de oorlogsschade die is veroorzaakt bij de aangevallen partij. De betalingen worden in zekere gezien als alternatief voor gebiedsannexatie, en kunnen zowel in geld als in natura geschieden. Een bijzondere vorm van herstelbetalingen is dwangarbeid: krijgsgevangenen worden ingezet om de oorlogsschade te herstellen. Soms kunnen ook private bedrijven en individuen aanspraak maken op herstelbetalingen jegens een land dat hun tijdens een oorlog leed heeft berokkend.

## Oorsprong
Feitelijk komen herstelbetalingen voort uit oorlogsschattingen: het afkopen van (verder) geweld en/of plunderingen. Het grote verschil tussen een herstelbetaling en een schatting is echter dat een schatting ook betaald wordt voordat er überhaupt oorlog is gevoerd, terwijl herstelbetalingen geacht worden te dienen om de aangevallen partij schadeloos te stellen. Verder is een herstelbetaling een uitwerking van het beginsel dat men aan elkaar toegebrachte schade dient te vergoeden. Dit werkt voor landen uiteraard op een soortgelijke manier als voor individuen en bedrijven. Het land dat het leed heeft veroorzaakt vergoedt de schade, en zo wordt het rechtvaardigheidsgevoel bevredigd.

## Voor de Eerste Wereldoorlog
Hoewel de herstelbetalingen van na de Eerste Wereldoorlog het bekendst waren, was het concept niet nieuw en werd het al in de Oudheid toegepast. Rome eiste na de Eerste Punische Oorlog herstelbetalingen van 3,200 talenten van Carthago, betaalbaar als 1,000 ineens gevolgd door 10 jaartermijnen van 220 talenten elk. Na de Tweede Punische Oorlog moest Carthago een nog zwaardere herstelbetaling verrichten, namelijk 10,000 talenten.
Ook de zogenaamde 'ongelijke verdragen' tussen de Westerse mogendheden en landen als het Ottomaanse Rijk, Japan, Korea, Siam, Iran, Afghanistan en China bevatten meestal herstelbetalingsclausules ter vergoeding van het 'aangedane leed'. Voor China zal het als erg cynisch zijn ervaren dat ze na de Eerste Opiumoorlog de Britten de in de Opiumverbranding te Humen verbrande opium moesten vergoeden. Japan wist na verloop van tijd zijn ongelijke verdragen ongedaan te maken en eiste zijnerzijds zelf herstelbetalingen van China. Na de Bokseropstand moest China een bedrag van 450 miljoen tael in 39 jaarlijkse termijnen betalen, vermeerderd met rente. Uiteindelijk hebben de Qing en diens opvolger de Republiek China 668,661,220 tael aan de geallieerden betaald tot aan 1939.
Na de Frans-Pruisische Oorlog moest Frankrijk 5 miljard goudmark betalen aan Duitsland in een periode van 5 jaar. Duitse troepen bleven in Noord-Frankrijk gelegerd tot de betalingen voldaan waren, hetgeen in 1873 al lukte door inzamelingsacties.

## Eerste Wereldoorlog
Onder de Vrede van Brest-Litovsk had Duitsland zware herstelbetalingen geëist van de Sovjet-Unie. Duitsland kreeg echter niet de kans de hierdoor verkregen machtspositie volledig uit te buiten en moest in 1918 afstand doen van alle rechten uit dit verdrag.
Na de Eerste Wereldoorlog moest Duitsland herstelbetalingen doen aan Frankrijk en België. Men moest ongeveer 269 miljard goudmark (de toenmalige Duitse munteenheid) betalen. Dit was meer dan het toenmalige bnp van Duitsland. Het hoge bedrag kwam onder andere omdat Europa - dat geld had geleend bij de Verenigde Staten (dat al het geld terugeiste met rente) om de oorlog te financieren - de schulden niet kon terugbetalen en de Duitsers gebood genoeg geld bijeen te krijgen om de schulden aan Amerika te kunnen betalen. Na enige aanpassingen is het bedrag uiteindelijk vastgesteld op 132 miljard goudmark. Verder moest Duitsland ook een aantal betalingen in natura doen. Ook Bulgarije werd in het Verdrag van Neuilly verplicht tot het doen van herstelbetalingen.
Duitsland kon de betalingen al snel niet meer opbrengen. Daarop nam Frankrijk het Ruhrgebied in. De Duitse regering riep alle arbeiders in het gebied op om te gaan staken. Zo zou Frankrijk ook geen profijt van het Ruhrgebied hebben. Duitsland zou het loon doorbetalen, wat hyperinflatie veroorzaakte in Duitsland. Op een gegeven moment kreeg Duitsland hulp van de Verenigde Staten. 
Zo ontstond in 1924 het Dawes Plan. Duitsland zou de herstelbetalingen in fases hervatten terwijl de geallieerden het Ruhrgebied zouden verlaten. Ook zou de Verenigde Staten Duitsland met leningen bijstaan, zodat dit de economie weer op poten kon zetten.
Langzaam klom Duitsland weer uit het dal. De economie was nog wel zwak en na de eerste de beste klap stortte die weer in. In de jaren dertig (crisisjaren) zakte de Duitse economie weer terug. Dit droeg in belangrijke mate bij aan de opkomst van Adolf Hitler. Weliswaar trachtten de geallieerden met Duitsland de betalingen te heronderhandelen, maar de boze en grotendeels werkloze bevolking had slechts oog voor de afloop van de laatste termijn: 1988. In 1932 kondigde de Duitse regering een moratorium af op alle betalingen, inclusief herstelbetalingen.

## Tweede Wereldoorlog
Na de Tweede Wereldoorlog is Duitsland opnieuw verplicht tot het doen van herstelbetalingen. Ook Duitslands Europese bondgenoten en Japan zijn verplicht tot het doen van herstelbetalingen. In tegenstelling tot de Eerste Wereldoorlog werd deze keer vooral in natura voldaan:
- In geld: via de Wiedergutmachung betaalde de Bondsrepubliek Duitsland geld aan slachtoffers van de Holocaust en andere oorlogsslachtoffers. Op grond van het Verdrag van Luxemburg verrichtte de Bondsrepubliek herstelbetalingen aan Israël en het Joods Wereldcongres. Aan de Roma zijn overigens als groep geen herstelbetalingen gedaan, hoewel zij wel op individuele basis Wiedergutmachung konden claimen. De DDR weigerde met Joodse organisaties te overleggen en betaalde niet mee aan de Wiedergutmachung.
- In gebied: Duitsland werd gedwongen Oost-Pruisen aan Polen af te staan (dat op zijn beurt gedwongen was gebied aan Rusland af te staan).
- In natura: Tot 1950 zijn fabrieken in groten getale uit Duitsland verplaatst naar de verschillende geallieerde landen, ter herstelbetaling en ter pastoralisering van Duitsland in het kader van het Morgenthau-plan. Met name de Sovjet-Unie en in mindere mate Frankrijk legden beslag op kapitaalgoederen in hun bezettingszones. Duitsland moest onder meer de viermastbark Sedov afstaan aan de Sovjet-Unie. De Verenigde Staten wijzigden hun koers in 1946 en trachtten ook de andere bezettingsmachten te overreden de herstelbetalingen te stoppen.[1]
- Door dwangarbeid: Duitse krijgsgevangenen in de Sovjet-Unie waren verplicht aan herstelprojecten mee te werken teneinde de oorlogsschade te herstellen. In andere geallieerde landen kwam dit op kleinere schaal voor.
- Intellectuele betalingen: Duitsland was op bepaalde terreinen (met name de chemie) zeer geavanceerd. Intellectuele eigendommen moesten aan de geallieerden worden afgestaan.
- In 1947 werden bij de Vrede van Parijs de kleinere Europese Asmogendheden plus Finland verplicht tot het doen van herstelbetalingen in zowel geld als natura.
- Japan werd bij het Vredesverdrag van San Francisco verplicht in onderhandeling te treden 'met die Geallieerde Mogendheden, die zulks wensen, wier huidig grondgebied door Japanse strijdkrachten werd bezet en beschadigd, ten einde ... die landen schadeloos te stellen voor de kosten van het herstel van de aangerichte schade' (artikel 14(a)(1)). De verdragspartijen erkenden echter dat Japan niet de middelen had om volledige herstelbetalingen te verrichten en tegelijkertijd een levensvatbare economie te handhaven. De Verenigde Staten en de meeste andere geallieerden deden daarom afstand van dit recht. Uiteindelijk betaalde Japan ¥ 364 miljard (ongeveer $ 1,01 miljard) aan Birma, de Filipijnen, Indonesië en Vietnam.[2][3] De Volksrepubliek China deed in een in 1972 getekende gezamenlijke verklaring met Japan formeel afstand van zijn aanspraak op herstelbetalingen.[4]

## Nadien
Na de Tweede Golfoorlog heeft Irak resolutie 687 van de Veiligheidsraad der Verenigde Naties erkend. Hiermee heeft het ingestemd met het doen van herstelbetalingen met betrekking tot door de invasie en bezetting van Koeweit veroorzaakte schade. Claims konden worden ingediend, door zowel regeringen als bedrijven en individuen, bij de United Nations Compensation Commission. Uiteindelijk is 350 miljard dollar aan claims bijgeschreven en is een betalingsschema opgezet, dat aanvankelijk inhield dat 25 % van de opbrengsten van het olie voor voedsel programma geoormerkt werd voor herstelbetalingen. De tegenwerking van de toenmalige Iraakse regering en de Irakoorlog ten spijt betaalt Irak nog steeds herstelbetalingen. In 2004 was 18.4 miljard dollar uiteindelijk bij benadeelden terechtgekomen ter compensatie.
Momenteel tracht men tot een codificatie van het recht op herstelbetalingen te komen.

## Kritiek
Herstelbetalingen staan aan kritiek bloot. Deze kritiek concentreert zich op de volgende punten:
- De herstelbetalingen hebben niet zozeer een compenserende maar een punitieve aard, aangezien het de overwinnaar is die de vredesvoorwaarden bepaalt, inclusief wie 'goed' en wie 'fout' is geweest.
- De gehele bevolking wordt gestraft wegens een oorlog die door een regering is begonnen (dus ook onschuldigen die niet in de politiek of de legertop zaten, en gewone soldaten die meestal geen keus hadden en enkel hun soldatenplicht vervulden, en de oorlog wellicht in de eerste plaats niet eens hadden gewild). Bij langere periodes waarin een land de betalingen moet doen of een hierdoor hoge staatsschuld wordt bovendien de volgende generatie gestraft voor zaken die gebeurden toen zij nog niet eens geboren waren.
- De betalingen vormen een zware last voor de economie van het betalende land, dat bovendien al economisch zwaar te lijden zal hebben gehad van de oorlog. Dit kan leiden tot verdere verarming, wrok bij de bevolking, sociale onlust, politieke instabiliteit en uiteindelijk wellicht een burgeroorlog of een nieuwe internationale oorlog. Bovendien is er dan een goede kans dat het ontvangende land uiteindelijk sowieso niets van de verlangde betalingen zal ontvangen.

John Maynard Keynes betoogde dat de herstelbetalingen na de Eerste Wereldoorlog netto een zeer negatief effect op de wereldeconomie hebben gehad.